# Na okuci rijeke
Na okuci rijeke (eng. Bend of the River) je američki vestern film iz 1952. godine koji je režirao Anthony Mann s Jamesom Stewartom u glavnoj ulozi. Uz Stewarta glavnu glumačku postavu čine Arthur Kennedy, Julie Adams i Rock Hudson. Film je snimljen prema romanu Bend of the Snake iz 1950. godine Billa Gulicka. Radnja filma vrti se oko poštenog žilavog kauboja, nekadašnjeg odmetnika, koji riskira svoj život kako bi isporučio zalihe hrane doseljenicima nakon što je zlato otkriveno u regiji. Film je snimljen na lokaciji u Sandy Riveru, Mount Hoodu, Columbia Riveru i Timberlineu, Oregon. Ovo je druga suradnja na vesternu između Anthonyja Manna i Jamesa Stewarta.